# 핀스터아어호른
핀스터아어호른(독일어: Finsteraarhorn, 4,274m)은 베른주와 발레주 사이의 경계에 있는 산이다. 베른 알프스에서 가장 높은 산이자 스위스에서 가장 눈에 띄는 봉우리이다. 핀스터아어호른은 알프스에서 아홉 번째로 높은 산이자, 세 번째로 눈에 띄는 봉우리이다. 2001년에는 전체 대산괴와 주변 빙하가 융프라우-알레취 세계문화유산의 일부로 지정되었다.

## 등반사

### 논쟁거리가 된 최초 등반

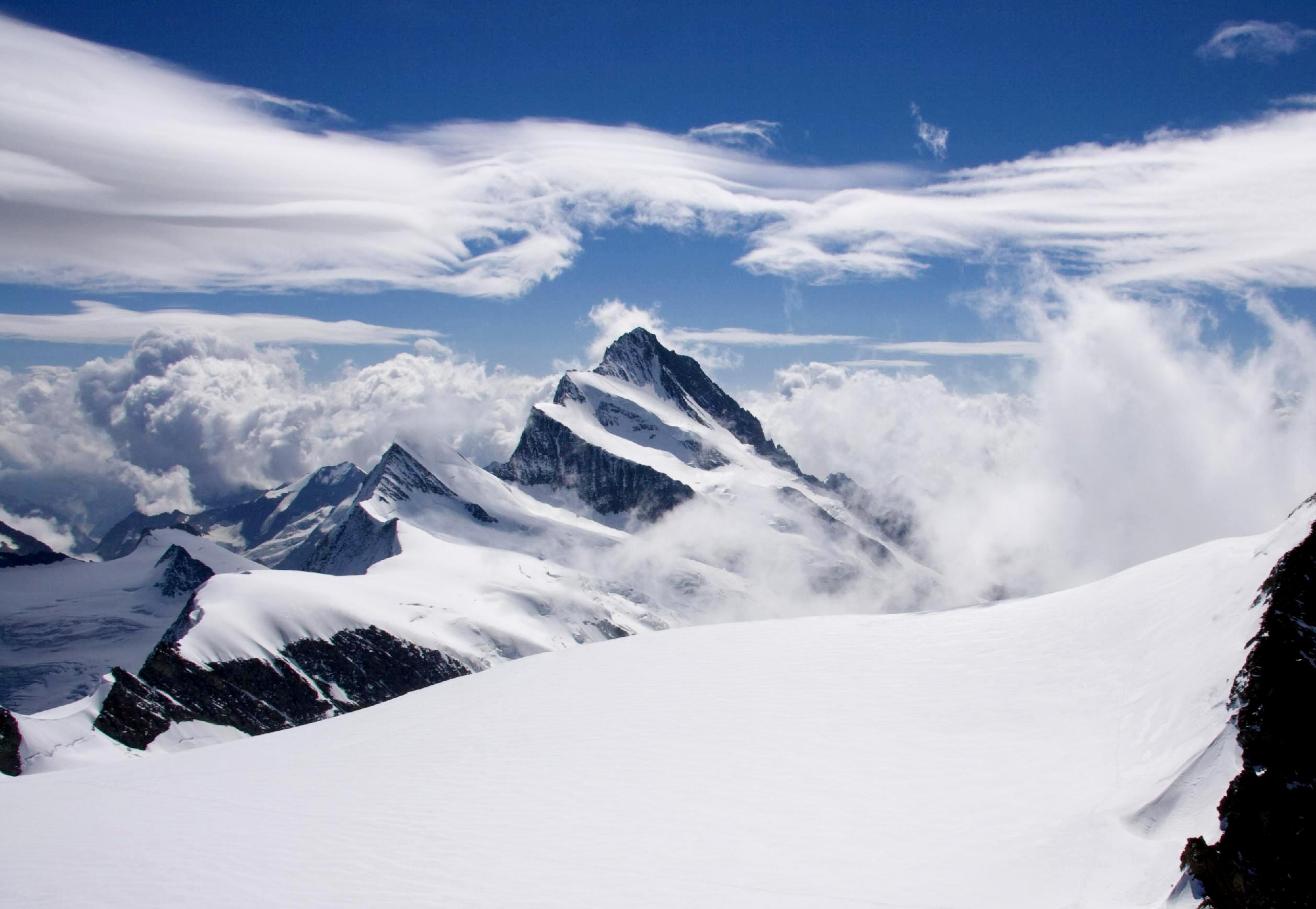
서쪽에서 본 풍경. 후기샤텔은 왼쪽 정상 바로 아래에 있다.

최초의 첫 등정은 오랫동안 논란이 되어 왔다. 1812년 8월 16일 아어가우의 상인 루돌프 마이어가 카스파 후버, 아놀드 압불, 요제프 보르테스, 알로이스 볼케르의 안내를 받아 첫 등정을 시도했다. 보르테스와 볼케르는 마이어의 아버지와 삼촌을 안내하며 융프라우에 처음으로 올랐다. 그들은 오버아어요흐, 스투더 빙하, 남동쪽 능선을 통해 산에 접근했다. 이것은 현재의 북서부 능선을 넘는 일반 노선보다 더 어렵고 긴 노선이었다. 마이어는 산등성이에 도달한 후 기진맥진하여 3883봉(마이어스 피크) 근처에 낙오해 있었다. 휴버는 그와 동행했으며 다른 3명의 가이드들은 3시간 후에 정상에 도달했다고 한다.

## 지리
베른 알프스와 베른주에서 가장 높고 눈에 띄며 고립된 산 임에도 불구하고 핀스터아어호른은 인근 융프라우와 아이거 보다 덜 알려져 있고 방문객들의 수가 적다. 이곳은 사람이 살지 않는 빙하 계곡으로 완전히 둘러싸인 알프스에서도 가장 외딴 지역 중 하나에 위치하기 때문이다.
서쪽에는 알프스에서 두 번째로 긴 피셔 빙하가 있고 동쪽에는 그레이트 아어 빙하(Great Aar Glaciers)가 있다. 더 작은 규모의 로워 그린델발트 빙하(Lower Grindelwald Glacier)는 대산괴의 북쪽에 있다. 핀스터아어호른은 북쪽의 슈렉호른 및 라우터아어호른, 서쪽의 그로스 피셔호른, 그륀호른 및 그로스 바넨호른, 동쪽으로는 오버아어호른으로 둘러싸여 있다.
정상은 발레주와 베른주 사이의 경계에 놓여 있다. 피셔탈(발레)과 구탄넨(베른)으로 나뉜다. 발레-베른 경계는 론강(지중해)과 라인강(북해) 사이의 분수령이기도 하다. 핀스터아어호른은 라인강 유역의 정점이다.
1815년 발레주가 스위스 연방에 가입하자, 스위스의 최고봉 자리는 핀스터아어호른에서 몬테 로사로 넘어갔다.

## 지질
핀스터아어호른은 동부 베른 알프스와 우리 알프스에서 자라는 지질 결정질인 아어 대산괴의 정점입이다. 대산괴는 헬베티아 지대에 속하며 유럽 대륙의 암석, 주로 화강암과 편마암으로 이루어져 있다. 정상 자체는 각섬암으로 이루어져 있다.
대산괴의 지각 상승은 3000만 년에서 4000만 년 전, 올리고세 말기 고산기 때 일어났다. 암석의 비탄성 변형은 내부로 흐르는 포화수의 침적으로 인해 많은 파괴와 열수 결정체의 형성을 초래했다.

## 등반로
정상 경로는 핀스터아어호른 산장(Finsteraarhorn Hut, 3,046m)에서 시작하여 산의 남서쪽 측면을 지나 후기샤텔(Hugisattel)까지 이어진 다음 북서쪽 바위 능선을 따라 정상까지 이어진다.
| 노선                      | 출발                | 등반시간                 | 난이도 |
| ------------------------- | ------------------- | ------------------------ | ------ |
| 정상 루트                 | 핀스터아어호른 산장 | 4–5 시간                 | PD     |
| 북서 능선 (Agassiz ridge) | 핀스터아어호른 산장 | Agassizjoch에서 3–4 시간 | AD     |
| 남동 능선                 | 오버아어요흐 산장   | 14–15 시간               | D      |
| 동벽                      | 오버아어요흐 산장   | Studerjoch에서 8–10 시간 | TD     |